# Kosalj
Kosalj (Ballerus ballerus; sinonim mu je Abramis ballerus) vrsta je slatkovodne ribe porodice šarana (latinski Cyprinidae), roda deverike (latinski Abramis), reda šaranki (latinski Cypriniformes).
Poznata je i pod nazivima: Špicer, Kesega špicaljka i Šiljar.

## Osnovna obilježja
Kosalj je izduženog, visokog i bočno jako spljoštenog tijela, kojeg šestinu zauzima glava s malim kosim ustima, po čemu se razlikuje od ostalih vrsta iz roda deverika (Abramis). Tijelo je prekriveno malim cikloidnim ljuskama, koje su kod ove vrste najmanje u rodu deverika (Abramis). Također se od drugih deverika razlikuje po relativno dugoj podrepnoj peraji s oko 35–44 mekih šipčica. Prsne peraje dosežu do trbušnih. Tijelo je izduženije nego kod deverike.
Ima prljavo–bijelu boju tijela s narančastim vratom, po gornjem dijelu glave smećkaste boje, leđa su tamno–zelena ili tamno–plava s metalnim sjajem, bokovi su svijetlo žućkasto–srebrne boje. Prsne i trbušne peraje su žućkaste, druge su malo tamnije, prljavo–bijele boje, obrubljene tamnijim rubom i posute s tamnijim pjegama.
Kosalj raste prilično sporo, s tri do četiri godine samo 16 cm dužine. Odrasli primjerci starosti od osam do jedanaest godina, oko 25–35 cm dužine, izuzetno 45 cm i 300–800 grama težine, najviše 1500 grama. Ima životni vijek od oko 18 godina.

## Stanište i ponašanje
Kosalj naseljava sporije vodotoke i akumulacijska jezera. U Europi ga nalazimo u donjem toku rijeka koje se ulijevaju u Baltičko more i istočni dio Sjevernog mora. Stanište se proteže u porječju Dunava, Dona, Volge i uralskih rijeka, na sjeveru naseljava rijeke koje utječu u jezero Maelar (Švedska) i neke rijeke u Finskoj.

## Način hranjenja
Uglavnom se hrani bentosom, planktonom te dijelovima biljaka, ličinkama kukaca, crvima i malim rakovima. Za razliku od drugih deverika rado jedu račiće roda Cyclops i Daphnia. Hranu prihvaća samo po danu.

## Razmnožavanje
Mrijesti se u gornjem toku rijeka, kamo se u trenutku mriješćenja premješta iz nižih, sporije tekućih dijelovi rijeka, od travnja do svibnja kada je temperatura vode oko 15°C. Obično od 15.000 do 25.000, a ponekad čak i do 100.000 jajašaca, nakon 12 dana dolazi do izvaljivanja ličinki.

## Strani nazivi
Zope, Blue Bream (engleski); Zope, Spitzpleinzen (njemački); L'Abramide medio, Zope (talijanski); Brème bleue (francuski); Синец (ruski)

## Vanjske poveznice
|  | Zajednički poslužitelj ima još gradiva o temi Kosalj |
|  | Wikivrste imaju podatke o taksonu Kosalj             |